# (26057) Анкей
(26057) Анкей (др.-греч. Ἀγκαῖος) — типичный троянский астероид Юпитера, движущийся в точке Лагранжа L4, в 60° впереди планеты. Астероид был открыт 17 октября 1977 года американскими астрономами К. Й. ван Хаутеном, И. ван Хаутен-Груневельд и Томом Герельсом в Паломарской обсерватории и назван в честь Анкея, одного из персонажей древнегреческой мифологии.

Орбита астероида Анкей и его положение в Солнечной системе